# Aggsbach (Gemeinde Furth)
Aggsbach ist eine Rotte in der Gemeinde Furth an der Triesting im Bezirk Baden in Niederösterreich. Bis 2020 war der Ort als Ortschaft ausgewiesen.

## Geografie
Der Ort befindet sich am Aggsbach, einem rechten Zubringer zur Triesting, und ist von Wiesen und Wäldern umgeben. Am 1. April 2020 umfasste die Rotte 4 Adressen.

## Geschichte
Im Jahr 1822 wurde der Ort als Dorf mit fünf Häusern beschrieben, das nach Furth eingepfarrt war; auch die Kinder wurden in Furth eingeschult. Die Ortsobrigkeit besaß die Herrschaft Merkenstein, die auch die Landgerichtsbarkeit ausübte und die Konskription durchführte. Nach Merkenstein verfügte weiters die Herrschaft Fahrafeld über Untertanen in Aggsbach. Schweickhardt beschrieb Aggsbach als Dorf mit fünf Häusern, in denen acht Familien wohnten, die Viehzucht, Holzwirtschaft und Kohlenhandel betrieben. Beim Ort wurde Sand abgebaut, der in der Spiegelfabrik in Neuhaus zum Schleifen der Spiegel verwendet wurde.